# The Pass
The Pass är en låt av det kanadensiska progressiv rock-bandet Rush. Den släpptes som singel och återfinns på albumet Presto, släppt den 21 november 1989.
Rush spelade låten live 241 gånger. Den sista gången var 2013.